# Дадишо I
Дадишо I (умер в 456) — епископ Селевкии-Ктесифона, патриарх церкви Востока с 421 по 456 год. Основным источником сведений о Дадишо является включённый в «Восточный синодик» (Synodicon orientale) отчёт о проведённом под его председательством соборе в 424 году.
Дадишо I, также известный как Дадишо Арамейский, был избран католикосом Церкви Востока в 421 или 422 году. К тому времени период религиозной терпимости, пришедшийся на первую половину царствования шаха Йездегерда I (399—420) закончился, поскольку между Восточная Римская империя и государством Сасанидов возобновилась война. С самого начала своего правления Дадишо столкнулся с оппозицией внутри церкви. Возглавляемые епископом Хормизд-Ардашира Батаем, противники католикоса оспаривали главенство кафедры Селевкии-Ктесифона. Они обвинили Дадишо в разнообразных злоупотреблениях, включая вероотступничество, а затем добились его ареста персидскими властями. По ходатайству «благочестивого посла», вероятно, римского, католикос был освобождён, но удалился в свой монастырь и отказался исполнять далее свои обязанности. Вероятно, освобождение произошло в 422 году, после заключения мира между Феодосием II и Бахрамом V.
Часть влиятельных епископов не приняли решения Дадишо, и для обсуждения сложившейся ситуации в 424 году был созван собор в Маркабте Арабской. Всего в собрании приняло участие 36 епископов, включая всех пятерых митрополитов Церкви Востока. Деяния собора подробно описывают усилия Дадишо по восстановлению своей власти в церкви, что ему удалось: влиятельные епископы Агапит Бет-Лапатский и Осия Нисибисский обратились к нему с просьбой вернуться, обещая свою поддержку. В своей речи епископ Агапит обосновал каноничность первенства столичного епископа и призвал сплотиться вокруг Дадишо. Последний согласился и, как сообщается, его правление в целом длилось 35 лет, хотя после 424 года о нём ничего не известно.